# Phương ngữ
Phương ngữ, phương ngôn, thổ ngữ, hay tiếng địa phương, là hệ thống ngôn ngữ được dùng cho một tập hợp người nhất định trong xã hội, thường là phân chia theo lãnh thổ.
Phương ngữ được chia thành phương ngữ lãnh thổ và phương ngữ xã hội.

## Phương ngữ theo lãnh thổ
Ngôn ngữ hình thành từ cuộc sống và phản ánh cuộc sống của từng địa phương khác nhau về kinh tế, văn hóa sẽ khác nhau. Ở Việt Nam chủ yếu có ba vùng phương ngữ chính: phương ngữ bắc (Bắc Bộ), phương ngữ trung (Bắc Trung Bộ), phương ngữ nam (Nam Trung Bộ và Nam Bộ). Các phương ngữ này khác nhau chủ yếu ở ngữ âm, rồi đến từ vựng, cuối cùng là một chút khác biệt ngữ pháp. Sự khác biệt về ngữ âm là nhiều nhất, nhưng có thể đoán được. Sự khác biệt về từ vựng có thể dẫn đến sự hiểu lầm nhiều nhất.

## Phương ngữ xã hội
Phương ngữ xã hội (Sociolect) là ngôn ngữ của một nhóm người nhất định trong xã hội, bao gồm tiếng nghề nghiệp, tiếng lóng... Phương ngữ xã hội khác biệt chủ yếu ở mặt từ vựng.